# الرعاية الصحية في الكويت
الرعاية الصحية في الكويت تُعد من أبرز الأنظمة الصحية في منطقة الخليج، حيث توفر الحكومة خدمات صحية شاملة للمواطنين الكويتيين مجانًا أو بتكلفة رمزية.

## النظام الصحي في الكويت

### نظام الرعاية الصحية العام
تديره وزارة الصحة الكويتية، ويشمل شبكة واسعة من المستشفيات والمراكز الصحية الحكومية المنتشرة في جميع المحافظات. تقدم هذه المرافق خدمات مثل:
- الطب العام والاختصاصي.
- الرعاية الأولية.
- العمليات الجراحية.
- رعاية الأمومة والطفولة.
- خدمات الطوارئ والإسعاف.

### الخدمات الصحية المجانية
- للمواطنين الكويتيين: مجانية بالكامل أو برسوم رمزية.
- للمقيمين: مقابل رسوم محددة وبطاقة تأمين صحي إلزامية.

### النظام الصحي الخاص
إلى جانب النظام الحكومي، يوجد عدد متزايد من المستشفيات والمراكز الطبية الخاصة التي تقدم خدمات متقدمة بمقابل مادي، وتشهد إقبالًا من المواطنين والمقيمين الذين يبحثون عن مواعيد أسرع أو رعاية متخصصة.

## البنية التحتية والخدمات الطبية

### أبرز المستشفيات الحكومية
- مستشفى الأميري.
- مستشفى الفروانية.
- مستشفى مبارك الكبير.
- مستشفى العدان.
- مستشفى الجهراء.
- مستشفى جابر الأحمد (أحد أكبر المستشفيات في الخليج والعالم من حيث المساحة)..[5][2]

### المراكز الصحية التخصصية
- مركز حسين مكي جمعة لعلاج السرطان.
- مركز عبد الله السالم للقلب.
- مركز البابطين للحروق والجراحة التجميلية.

### الصيدليات
توجد صيدليات عامة داخل المستشفيات والمراكز الصحية، بالإضافة إلى صيدليات خاصة منتشرة في جميع أنحاء البلاد.

### الكوادر الطبية
يعتمد النظام الصحي في الكويت على كوادر طبية مختلطة، تشمل:
- أطباء كويتيين.
- أطباء وافدين من الدول العربية، جنوب آسيا، أوروبا وغيرها.
- طاقم تمريضي متنوع من جنسيات متعددة.

## التحديات التي تواجه النظام الصحي
- الضغط على المرافق الصحية بسبب ارتفاع عدد السكان والمقيمين.
- نقص في بعض التخصصات الطبية الدقيقة.
- اعتماد كبير على الكوادر غير الكويتية.
- الحاجة إلى تحسين الإدارة الرقمية والربط بين المراكز الطبية.

## الرعاية الصحية المستقبلية والتحول الرقمي
تعمل الكويت على تحديث نظامها الصحي ضمن رؤية "كويت جديدة 2035" عبر:
- إدخال أنظمة السجلات الصحية الإلكترونية.
- إنشاء المزيد من المستشفيات المتخصصة.
- تشجيع الشراكة بين القطاعين العام والخاص.
- الاستثمار في الذكاء الاصطناعي والتطبيب عن بُعد.

## التأمين الصحي
- للمواطنين: لا يشترط تأمين خاص، والخدمات الحكومية مجانية.
- للمقيمين: إلزام ببطاقة تأمين صحي تُجدد سنويًا، وتسمح لهم بالحصول على العلاج في المرافق العامة، بينما يتحملون تكاليف الرعاية في القطاع الخاص بشكل مباشر أو من خلال التأمين الخاص.[6]

## الترتيب الدولي
رغم جودة البنية التحتية، لا تحتل الكويت مراتب متقدمة عالميًا في التصنيفات الصحية، لكنها تسعى لتطوير نظامها ليواكب المعايير الدولية خصوصًا في مجالات مثل:
- الوقاية من الأمراض المزمنة.
- تحسين نمط الحياة.
- التوعية بالصحة النفسية.